# Nguyễn Thị Thắm
Nguyễn Thị Thắm (* 5. Januar 1990) ist eine ehemalige vietnamesische Leichtathletin, die sich auf den Sprint spezialisiert hat.

## Sportliche Laufbahn
Erste internationale Erfahrungen sammelte Nguyễn Thị Thắm im Jahr 2009, als sie bei den Asienmeisterschaften in Guangzhou in 45,55 s den vierten Platz mit der vietnamesischen 4-mal-100-Meter-Staffel belegte. Im Jahr darauf startete sie mit der Staffel bei den Asienspielen ebendort und gelangte nach 44,77 s ebenfalls auf Rang vier. 2013 klassierte sie sich bei den Südostasienspielen in Naypyidaw mit 12,31 s auf dem achten Platz im 100-Meter-Lauf und gewann mit der Staffel in 44,99 s die Silbermedaille hinter dem Team aus Thailand. Daraufhin beendete sie ihre aktive sportliche Karriere im Alter von 23 Jahren.
2013 wurde Nguyễn Thị Thắm vietnamesische Meisterin im 100-Meter-Lauf sowie in der 4-mal-100- und 4-mal-200-Meter-Staffel.

## Persönliche Bestleistungen
- 100 Meter: 11,96 s, 23. September 2013 in der Ho-Chi-Minh-Stadt
- 200 Meter: 24,67 s, 13. September 2011 in der Ho-Chi-Minh-Stadt